# Céu (cantora)
Maria do Céu Whitaker Poças (São Paulo, 17 de abril de 1980) é uma cantora e compositora brasileira. Teve sua estreia em 2005 com o disco homônimo, que lhe rendeu reconhecimento nacional e internacional. Nos Estados Unidos, entrou na Billboard 200 — um feito raro para um artista brasileiro — onde alcançou a 57.ª posição. Além disso, o trabalho tornou a intérprete uma das primeiras cantoras brasileiras a ser indicada ao Grammy Awards. Em 2009, lançou seu segundo álbum, Vagarosa, que recebeu grande aclamação da crítica internacional. No mesmo ano, foi considerada pela revista Época um dos 100 brasileiros mais influentes. 
Entre 2014 e 2015, excursionou o Brasil com uma turnê em tributo ao álbum Catch A Fire, de Bob Marley. Em 2016, lançou o projeto mais aclamado de sua carreira, Tropix, que lhe rendeu duas vitórias no Grammy Latino e a consolidou como uma das maiores artistas de MPB da atualidade. Em 2019, lança seu quinto disco, APKÁ, que lhe rendeu um Grammy Latino na categoria Melhor Álbum Pop Contemporâneo em Língua Portuguesa. Em 2024, lança o seu sexto disco, Novela.

## Biografia
Céu é filha de Edgard Poças, um maestro e compositor brasileiro, responsável pelos arranjos musicais do grupo Balão Mágico e de Carolina Whitaker, artista plástica. Entrou em contato com a música ainda jovem, e aos 15 anos decidiu seguir carreira na área. Chegou a gravar vocal em jingles publicitários.

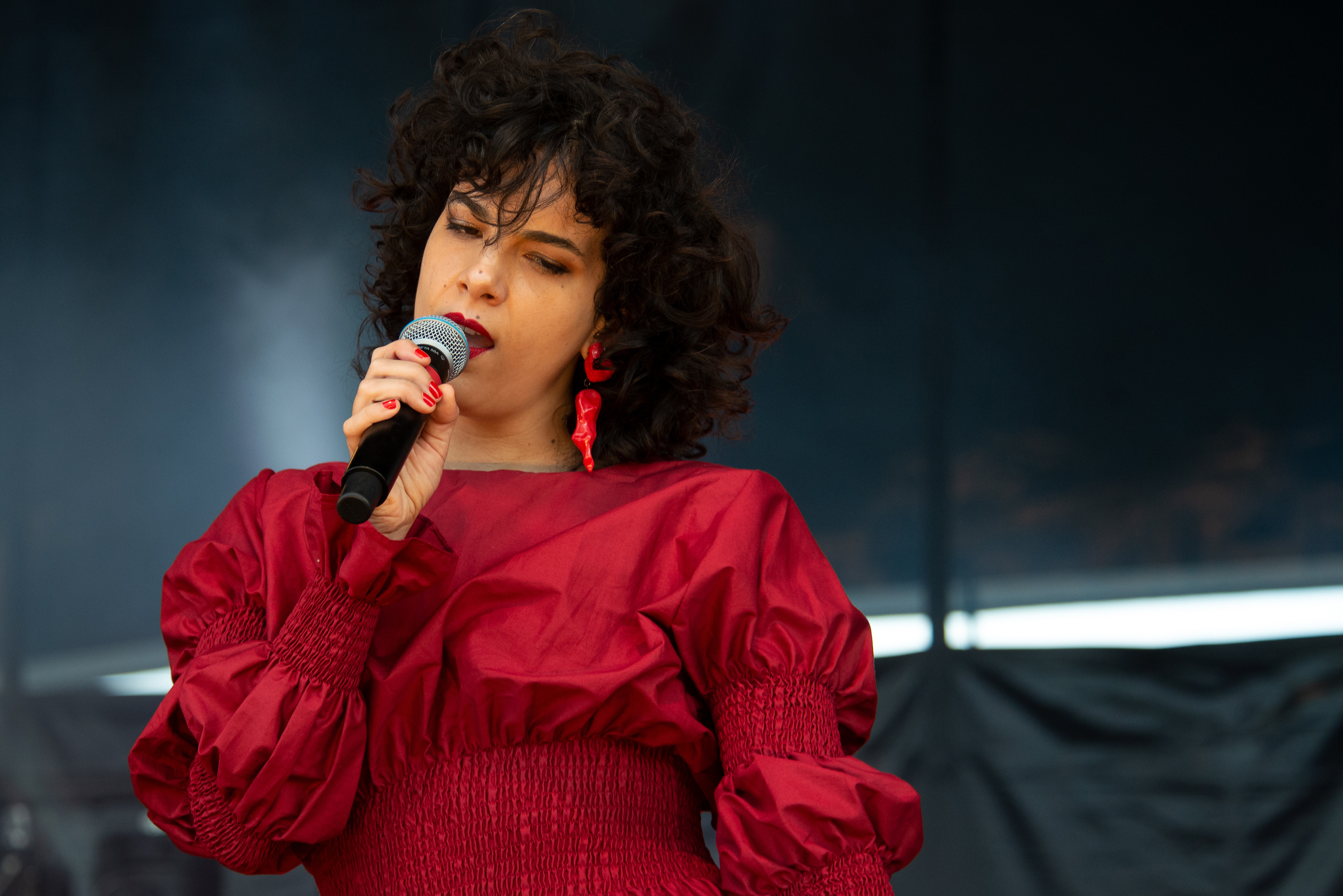
Festival Les Escales, em Saint-Nazaire na França (2019)

Aos 17 anos foi morar em Nova York, onde trabalhou em bares e teve empregos variados: faxineira, garçonete, guardadora de casacos. Em Nova York encontrou por acaso o músico Antonio Pinto, que posteriormente descobriu ser um primo distante, e com quem dividiu um apartamento enquanto ele passava por problemas financeiros. Além de Antonio Pinto, Céu também tem outros primos distantes, tais como Thomaz Mauger, jovem publicitário de São Paulo.
Antonio Pinto juntou-se a Beto Villares— como ele, também produtor e compositor atuante em trilhas sonoras de filmes brasileiros — para produzir o primeiro disco de Céu. Ela é coautora de 12 das suas 15 faixas. Foi lançado no Brasil em 2005, pelos selos Urban Jungle e Ambulante Discos (de Beto Villares), e posteriormente distribuído na América Latina pela Warner Music. Em 2007 foi lançado nos EUA (onde vendeu 30 mil discos na duas primeiras semanas) e no Reino Unido, bem como em diversos outros países, da Europa ao Japão. Nos EUA, o álbum foi lançado na série Starbucks Hear Music Debut, vendido tanto em lojas tradicionais como na rede estadunidense Starbucks; Céu foi a primeira artista estrangeira a ter um álbum nessa série.
Sua música "Lenda" compôs a trilha sonora da novela Pé na Jaca, e "Malemolência" compôs a trilha sonora da novela Beleza Pura, ambas da Rede Globo. Em 2005, foi considerada pela revista francesa Les Inrockuptibles como uma das cinco revelações do ano. Seu primeiro disco apareceu na primeira posição nos rankings "Heatseekers (new artist)" e "World Music", e na posição 57 do "Hot 100", todos da Billboard. Foi a mais alta posição nas paradas dos EUA já alcançada por uma artista brasileira, desde Astrud Gilberto com "Garota de Ipanema", em 1963.

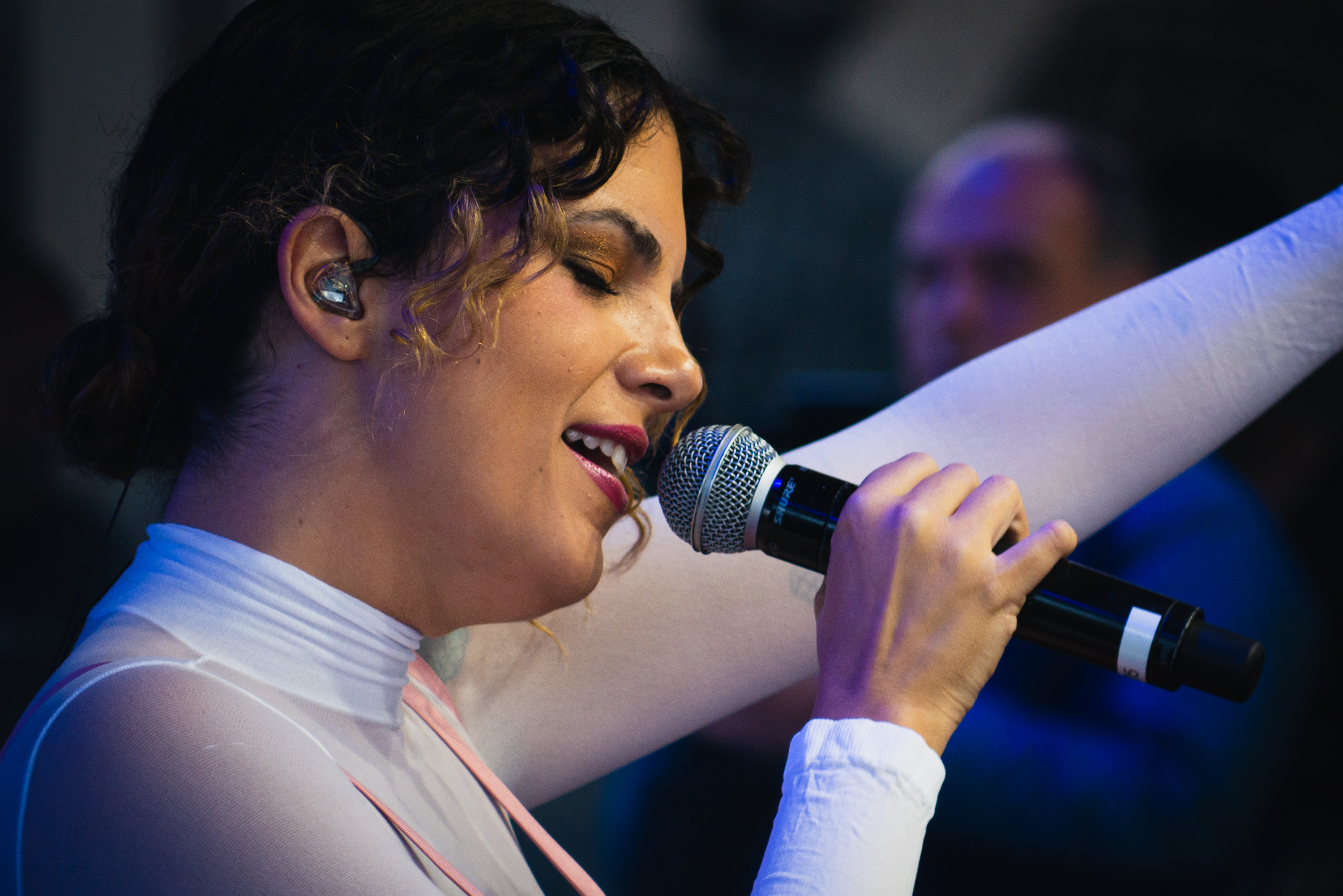
Virada Cultural Paulista em Campinas (2022)

Em 2006 foi indicada para o Grammy Latino na categoria melhor artista revelação, e para o Prêmio Tim de Música na categoria melhor cantora. Em 2007, foi indicada para o Grammy na categoria melhor álbum de World Music Contemporânea, e apresentou-se na abertura dos XV Jogos Panamericanos, no Rio de Janeiro.
O CD vendeu 25 mil cópias nos Países Baixos e na França, e os bons números renderam shows na Europa. Nos Estados Unidos vendeu mais de 100 mil cópias, 15 mil só na primeira semana. Foi incluída pela revista Época entre os 100 brasileiros mais influentes do ano de 2009.
Em 2016, Céu lança o seu quarto disco de estúdio, Tropix, tendo como primeiro single a canção "Perfume do Invisível". O clipe de "Perfume do Invisível", lançado no dia 26 de fevereiro de 2016, foi dirigido por Esmir Filho. Com uma estética glitch art, o clipe obteve rápido sucesso.
Entre 2017 e 2018, integrou a turnê “Refavela 40”, em comemoração aos 40 anos do clássico disco de 1977, juntamente com Gilberto Gil e seus filhos Bem Gil e Nara Gil. 
Em 2020, apresentou o programa “Conexão LAB”, da Laboratório Fantasma, na Twitch TV do canal.  
Foi casada com o cantor e compositor Gui Amabis, com quem teve Rosa Morena, em 2009, e atualmente mantém um relacionamento com o baterista Pupillo, da banda pernambucana Nação Zumbi, com quem teve Antonino, nascido em fevereiro de 2018.

## Discografia

### Álbuns
| Álbum                 | Ano  | Billboard - Paradas estadunidenses | Billboard - Paradas estadunidenses | Billboard - Paradas estadunidenses | Billboard - Paradas estadunidenses | Vendas nos EUA | Vendas na Europa | Vendas no Brasil | Total de Vendas |
| Álbum                 | Ano  | Estados Unidos                     | Top Independent Albums             | Top Heatseekers                    | Top World Music Albums             | Vendas nos EUA | Vendas na Europa | Vendas no Brasil | Total de Vendas |
| --------------------- | ---- | ---------------------------------- | ---------------------------------- | ---------------------------------- | ---------------------------------- | -------------- | ---------------- | ---------------- | --------------- |
| CéU                   | 2005 | 57                                 | 2                                  | 1                                  | 1                                  | 200 000        |                  |                  | 500 000         |
| Vagarosa              | 2009 | —                                  | —                                  | —                                  | 3                                  | 100 000        | 25 000           | 25 000           | 150 000         |
| Caravana Sereia Bloom | 2012 | —                                  | —                                  | —                                  | 11                                 |                |                  | 15 000           |                 |
| Ao Vivo               | 2014 | —                                  | —                                  | —                                  | —                                  |                |                  | 10 000 +         |                 |
| Tropix                | 2016 | —                                  | —                                  | —                                  | 9                                  |                |                  | 10 000 +         |                 |
| APKÁ!                 | 2019 | —                                  | —                                  | —                                  | —                                  | —              | —                |                  |                 |
| Acústico              | 2021 |                                    |                                    |                                    |                                    |                |                  |                  |                 |
| Um Gosto de Sol       | 2021 |                                    |                                    |                                    |                                    |                |                  |                  |                 |
| Novela                | 2024 |                                    |                                    |                                    |                                    |                |                  |                  |                 |

### EPs
| EP                                    | Ano  | Top World Music Albums |
| ------------------------------------- | ---- | ---------------------- |
| Remixed EP (iTunes Digital download)* | 2007 | —                      |
| Cangote EP                            | 2009 | 11                     |

- * Apenas no iTunes

### Singles
| Ano  | Single                       | Lista        | Álbum                 |
| Ano  | Single                       | Hot100Brasil | Álbum                 |
| ---- | ---------------------------- | ------------ | --------------------- |
| 2006 | "Malemolência"               | 42           | CéU                   |
| 2007 | "Lenda"                      | 75           | CéU                   |
| 2008 | "10 Contados"                | 60           | CéU                   |
| 2009 | "Cangote"                    | 60           | Vagarosa              |
| 2012 | "Retrovisor"                 | —            | Caravana Sereia Bloom |
| 2016 | "Perfume do invisível"       | —            | Tropix                |
| 2019 | “Corpcontinente”             |              | APKÁ!                 |
| 2019 | “Coreto”                     |              | APKÁ!                 |
| 2020 | “Via Láctea” (feat. Liniker) |              | Single                |
| 2020 | “Carinhoso”                  |              | Single                |
| 2021 | “Nada Será Como Antes”       |              | Single (Amazon Music) |
| 2021 | “Chega Mais”                 |              | Um Gosto de Sol       |
| 2024 | “Gerando na Alta”            |              | Novela                |

### Trilhas Sonoras
- 2008 - "10 Contados"; Três Irmãs
- 2008 - "Malemolência"; Beleza Pura
- 2006 - "Lenda"; Pé na Jaca
- 2012 - “Eu Quero ir”; Boca (filme)
- 2013 - “Flashback 92”;  Além da Escuridão - Star Trek
- 2015 - "Falta de Ar"; Totalmente Demais
- 2015 - “Eu Amo Você”; Verdades Secretas
- 2016 - "Perfume do Invisível"; Velho Chico
- 2017 - "Bubuia"; Perrengue
- 2017 - “Rosa”; Como Nossos Pais
- 2020 - “Aqui e Agora” (de Gilberto Gil); Amor e Sorte
- 2020 - “Amor Pixelado”; As Five
- 2020 - Episódio com várias de canções; Todas as Mulheres do Mundo
- 2021 - “Samba na Sola”; Esquadrão Suicida 2

### Remixagens
- 2021 - "O Golpe Tá Aí (Malka Remix)"[18]

## Prêmios
| Ano  | Premiação                             | Categoria                                              | Nomeação               | Resultado | Ref.   |
| ---- | ------------------------------------- | ------------------------------------------------------ | ---------------------- | --------- | ------ |
| 2006 | Grammy Latino                         | Melhor Artista Revelação                               | Céu                    | Indicado  |        |
| 2006 | Prêmio TIM de Música                  | Melhor Cantora                                         | Céu                    | Venceu    |        |
| 2007 | Grammy Awards                         | Melhor Álbum de World Music Contemporânea              | CéU                    | Indicado  | [ 19 ] |
| 2007 | MTV Video Music Brasil                | Banda ou Artista Revelação                             | Céu                    | Indicado  |        |
| 2009 | Troféu APCA                           | Melhor Cantora                                         | Céu                    | Venceu    | [ 20 ] |
| 2009 | MTV Video Music Brasil                | MPB                                                    | Céu                    | Indicado  |        |
| 2010 | Grammy Latino                         | Melhor Álbum de Pop Contemporâneo Brasileiro           | Vagarosa               | Indicado  |        |
| 2010 | MTV Video Music Brasil                | MPB                                                    | Céu                    | Indicado  |        |
| 2012 | Grammy Latino                         | Melhor Álbum de Pop Contemporâneo Brasileiro           | Caravana Sereia Bloom  | Indicado  | [ 21 ] |
| 2016 | Grammy Latino                         | Melhor Álbum De Engenharia De Gravação                 | Trópix                 | Venceu    |        |
| 2016 | Grammy Latino                         | Melhor Álbum De Pop Contemporâneo Em Língua Portuguesa | Trópix                 | Venceu    | [ 22 ] |
| 2016 | Prêmio Multishow de Música Brasileira | Versão do Ano                                          | "Chico Buarque Song"   | Venceu    | [ 22 ] |
| 2016 | Prêmio Multishow de Música Brasileira | Melhor Clipe                                           | "Perfume do Invisível" | Indicado  | [ 22 ] |
| 2016 | Prêmio Multishow de Música Brasileira | Canção do Ano                                          | "Perfume do Invisível" | Indicado  | [ 22 ] |
| 2016 | Prêmio Multishow de Música Brasileira | Canção do Ano                                          | Varanda Suspensa       | Indicado  | [ 22 ] |
| 2016 | Prêmio Multishow de Música Brasileira | Disco                                                  | Trópix                 | Indicado  | [ 22 ] |
| 2016 | Prêmio Multishow de Música Brasileira | Melhor gravação de disco                               | Trópix                 | Venceu    | [ 22 ] |
| 2016 | Prêmio Multishow de Música Brasileira | Melhor direção de clipe                                | "Perfume do Invisível" | Venceu    | [ 22 ] |
| 2016 | Prêmio Multishow de Música Brasileira | Melhor fotografia de clipe                             | "Perfume do Invisível" | Venceu    | [ 22 ] |
| 2016 | Prêmio Multishow de Música Brasileira | Melhor capa de disco                                   | Trópix                 | Indicado  | [ 22 ] |
| 2020 | Grammy Latino                         | Melhor Álbum De Pop Contemporâneo Em Língua Portuguesa | APKÁ                   | Venceu    |        |
| 2020 | Grammy Latino                         | Melhor Álbum De Engenharia De Gravação                 | APKÁ                   | Indicado  |        |
| 2020 | Grammy Latino                         | Melhor Canção em Língua Portuguesa                     | Pardo                  | Indicado  |        |